# Стале Попов
Стале Илиев Попов е писател от Социалистическа Република Македония, който пише на историческа тематика.

## Биография
Стале Попов е роден в мариовското село Мелница през 1902 година във просръбско семейство, като трето дете на манастирския слуга Илия Попов и Неда, която умира в 1908 година. Учи в Битоля и в Белград, където завършва богословския факулет. 
По време на българското управление във Вардарска Македония в годините на Втората световна война, Стале Попов е кмет на Витолище от 18 август 1941 година до 26 февруари 1942 година.
В книгите си описва живота в родната му област Мариово в началото на 20 век. Член е на Дружество на писателите на Македония от 1953 година. Умира в 1965 година. В 1975 година е учредена наградата „Стале Попов“ за проза.
Стале Попов е баща на писателя Георги Сталев Поповски.

## Творчество
- „Кърпен живот“ (роман, I и II част. 1953)
- „Итар Пейо“ (разкази, 1955)
- „Опасна печалба“ (проза, 1956)
- „Толе Паша“ (роман, 1956)
- „Калеш Анга“ (роман, 1958)
- „Дилбер Стана“ (роман, 1958)
- „Мариовски панаир“ (новела, 1961)
- „Помежду небето и земята“ (разкази, 1963)
- „Шакир войвода“ (романизирана биография, 1966)
- „Необикновено дете“ (роман, 1966)
- „Д-р Орешковски“ (роман, 1966)